# 泰羅芬斯體育會
泰羅芬斯體育會（葡萄牙語：Clube Desportivo Trofense），葡萄牙職業足球會，位於特罗法，成立於1930年，現時於葡萄牙足球甲级联赛作賽。主場球場為泰羅芬斯球場，能容納 5,074 人，球會顏色為紅和藍。

## 外部連結
- Official webpage （页面存档备份，存于） （葡萄牙文）
- Official regulation （页面存档备份，存于） （葡萄牙文）
- Official Statistics （页面存档备份，存于） （葡萄牙文）
- Resultados Ao Vivo, proximos jogos ao vivo, posicoes de Liga de Honra （葡萄牙文）

- Portuguese Futebol.com » Your Source for Portuguese Soccer （英文）
- Portuguese Soccer News Links （页面存档备份，存于） （英文）